# Падунский район

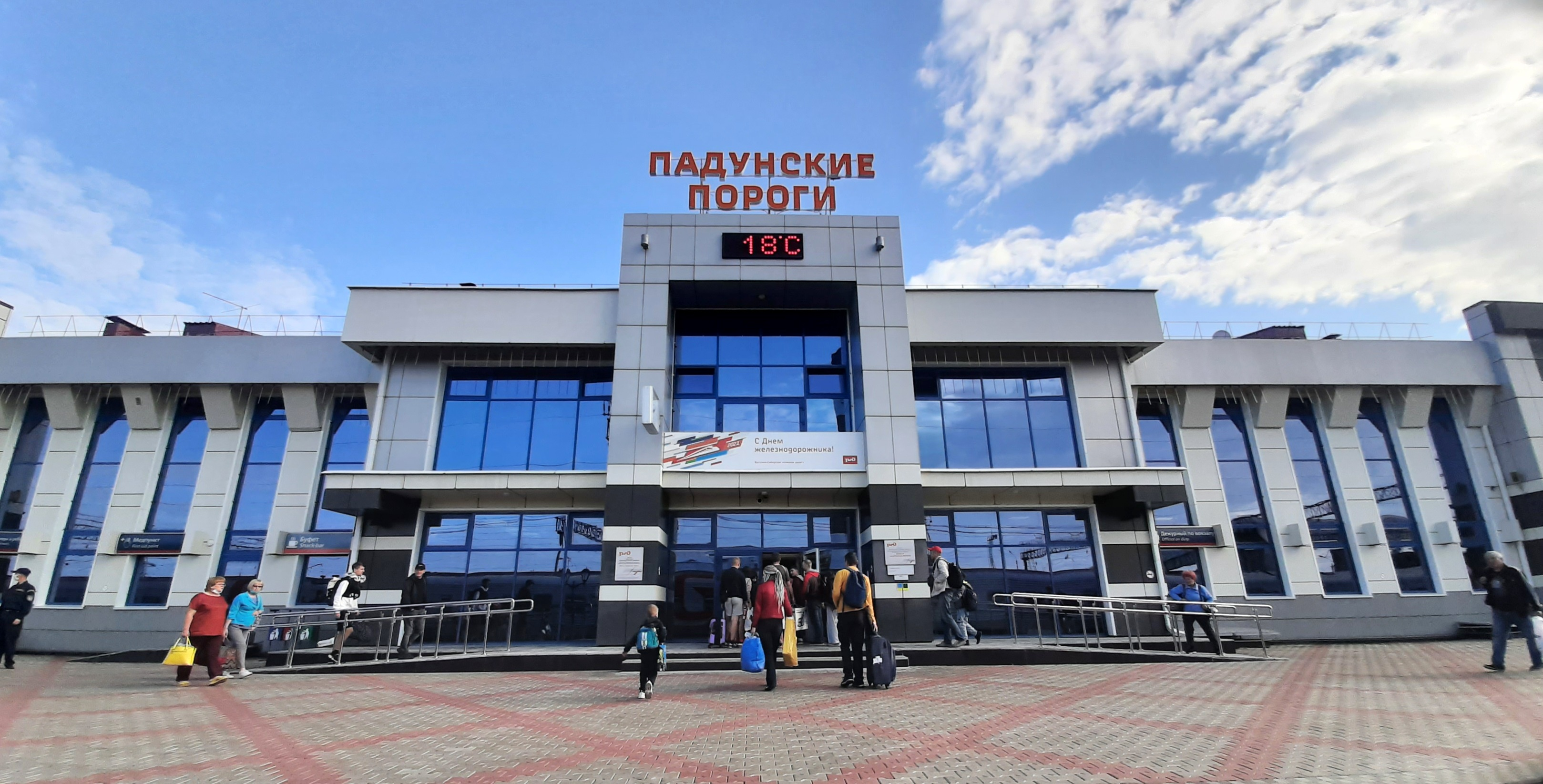
Железнодорожная станция «Падунские пороги»

Падунский райо́н — один из трёх внутригородских районов города Братска. Образован в 1973 году.

## География
Расположен на левом побережье реки Ангары (Братское водохранилище), в северо-западной части города.
Граничит с Центральным районом Братска на юге и Правобережным районом Братска на востоке.

## Население
| 2002    | 2009    | 2010    | 2011    | 2012    | 2013    | 2014    |
| ------- | ------- | ------- | ------- | ------- | ------- | ------- |
| 60 142  | ↘55 944 | ↗56 205 | ↗56 621 | ↘56 584 | ↘55 769 | ↘54 784 |
| 2015    | 2016    | 2017    | 2018    | 2019    | 2020    | 2021    |
| ↘54 210 | ↘52 715 | ↘52 130 | ↘51 492 | ↘51 085 | ↗51 589 | ↘51 138 |

## Микрорайоны
Район включает в себя жилые районы Падун, Энергетик, Южный Падун, и микрорайон Сосновый Бор.

## История
27 декабря 1973 года Указом Президиума Верховного Совета РСФСР образован в городе Братске Падунский район, в состав которого вошли посёлки Падун, Энергетик, Гидростроитель, Осиновка и Братское море. После 1999 года жилые районы, находящиеся на правом берегу реки Ангары, были выделены в отдельный Правобережный район.